# Azay-sur-Thouet
Azay-sur-Thouet település Franciaországban, Deux-Sèvres megyében. Lakosainak száma 1111 fő (2022. január 1.). Azay-sur-Thouet Allonne, Saint-Aubin-le-Cloud, Secondigny, Le Tallud és Saint-Pardoux-Soutiers községekkel határos.

## Népesség
A település népességének változása:
| Lakosok száma | 1138 | 1155 | 1176 | 1148 | 1136 | 1125 | 1113 | 1112 | 1111 |
|               | 2013 | 2015 | 2016 | 2017 | 2018 | 2019 | 2020 | 2021 | 2022 |